# 伊吹徹
伊吹 徹（、1940年〈昭和15年〉1月28日 - ）は、日本の元俳優。本名は大丸 智里。福岡県出身。P-BOXに所属していた。関西外国語大学中退。

## 来歴
大学時代に街中で東宝専務の藤本真澄からスカウトを受け、1962年（昭和37年）にオール東宝ニュータレント第2期生としてデビュー。同期は当銀長太郎、南弘子がいた。『やま猫作戦』で映画初出演。
アクション映画、戦争映画、特撮映画に幅広く出演。デビュー当初は二枚目役が多かったが、悪役を演じるようになってから役者としての生きがいを感じるようになったという。顔立ちから日本人以外の役を演じることも多かった。
1971年の専属制度廃止後も、テレビドラマの悪役を中心に活動を続けた。
俳優引退後は、本名で水素水メーカーのFDR・フレンディアの代表取締役を務める。

## 人物・エピソード
特技は、柔道。
デビュー作の『やま猫作戦』では、会社から自身の出演作は最低6回観て演技を勉強しろと指示され、渋谷東宝劇場で鑑賞したところ、上映後に伊吹が客席にいることに気づいた観客からサイン攻めにあったという。
暗黒街シリーズ出演時には、本物のヤクザから声をかけられ、喫茶店で組長と同席させられたこともあった。伊吹はこのときの組長の所作を芝居にも活かしたという。
俳優業の勉強中であった22歳当時にはアメリカへ渡ってフランク・シナトラのもとで勉強し、2年後には彼からアメリカに残って俳優としてのキャリアへ進むことを勧められたが、日本でやり残したことがあると感じていたために辞退しており、そのことが現在のビジネススタイルにつながったという。また、帰国した際には日本でベトナム戦争に反対する学生運動が起こっていたため、自分の目でベトナムを見ようとアメリカ大使館へ行って傭兵を希望したが、ちょうどリンドン・ジョンソン大統領がベトナム戦争からの一時撤退を決めたため、実現しなかったという。

## 出演作品

### 映画
- やま猫作戦（1962年）
- 青島要塞爆撃命令（1963年） - 庄司候補生[10]
- 秘剣 (1963年)
- ゴジラシリーズ
  - 三大怪獣 地球最大の決戦（1964年） - 暗殺団手下2[出典 6]
  - 怪獣大戦争（1965年） - 世界教育社社員A（X星人）[出典 6]
  - ゴジラ・エビラ・モスラ 南海の大決闘（1966年） - 彌太[出典 7]
  - 怪獣総進撃（1968年） - コントロールセンター所員D[10][6]
  - メカゴジラの逆襲（1975年） - 津田（ブラックホール第3惑星人）[出典 8]
- 国際秘密警察 火薬の樽（1964年） - 5号
- 太平洋奇跡の作戦 キスカ（1965年） - ガンルーム士官B[10]
- けものみち（1965年） - 若い男1
- 100発100中（1965年） - 松木
  - 100発100中 黄金の眼（1968年） - 部下
- キングコングの逆襲（1967年）- フーの手下B [1]
- 東宝8.15シリーズ
  - 日本のいちばん長い日（1967年） - 板垣中佐（東部軍参謀）
  - 連合艦隊司令長官 山本五十六（1968年） - 陸軍少佐参謀A[10]
- 連合艦隊（1981年）- 大谷参謀

### テレビ
- ウルトラQ 第5話「ペギラが来た!」（1966年、TBS / 円谷プロ） - 南極越冬隊・伊東隊員
- プレイガール 第160話「狂気の来訪者」（1972年、12ch / 東映） - 岩村
- 眠狂四郎 第8話「聖母は炎に消えた」（1972年、KTV / 東映）
- 荒野の用心棒（1973年、NET / 三船プロ）
- 特別機動捜査隊 第608話「燃える炎の女」（1973年、NET / 東映） - 稲垣
- 風の中のあいつ（1973年、TBS / 渡辺企画）
- 次郎長三国志 第21話（1974年、NET）
- 大岡越前（TBS / C.A.L）
  - 第4部 第4話「祝言」（1974年10月28日）
  - 第6部 第6話「死を占った女」（1982年4月12日） - 重蔵
  - 第7部 第10話「薬袋に仕掛けた罠」（1983年6月27日） - 亀造
  - 第8部 第24話「雪絵を狙った夜の奉行」（1985年1月7日） - 権平
  - 第11部 第25話「渡る世間に鬼はない」（1990年10月8日） - 片貝
- 6羽のかもめ 第7話「ギックリ・カメラです」（1974年、CX）
- 太陽にほえろ! 第209話「働くものの顔」（1976年、NTV / 東宝） - 川辺幸次
- 大江戸捜査網
  - 第294話「流転! 浮世絵の女」（1977年） - 久保田配下の浪人
  - 第443話「海女が明かす大爆破の謎」（1980年）
  - 第457話「おんな蟻地獄」（1980年）
  - 第468話「木枯らしに耐えて待つ女」（1980年）
  - 第495話「闇を裂く十手」（1981年） - 中神
  - 第541話「飛脚や殺し 白い肌の裏切り」（1982年） - 相原
  - 第577話「妖花一輪 男殺しの手毬歌」（1983年） - 東郷
  - 新大江戸捜査網 第22話「恐怖! 妖女軍団」（1984年） - 大場
- 水戸黄門（TBS / C.A.L）
  - 第7部 第34話「日光街道日本晴れ -宇津宮・水戸-」（1977年1月10日） - 寅
  - 第11部 第6話「奇祭・化け物まつりの対決 -鶴岡-」（1980年9月22日）- 宮坂伝内
  - 第13部 第2話「大爆破! 恐怖の狼谷 -小田原-」（1982年10月25日） - 鮫島九十郎
  - 第14部 第37話「野望を断った天下の名刀 -高松-」（1984年7月9日） - 上野の鴉
  - 第16部 第23話「涙で誓った盗っ人仁義 -長岡-」（1986年9月29日） - 渡辺剛輔
  - 第19部 第17話「輪島塗りに潜む罠 -輪島-」（1990年1月22日） - 館甲四郎
- 江戸を斬るIII（1977年、TBS / C.A.L） - 檜垣五平太
- 大空港 （CX / 松竹）
  - 第2話「国際空港 1978年夏」（1978年）
  - 第33話「血と炎の女」（1979年） - 印旛沼の刑事
- 俺たちは天使だ! 第19話「運が悪けりゃターゲット」（1979年、NTV / 東宝）
- 恐怖の人喰い鱶 鱶女（1980年8月9日、ANB）
- 特命刑事 第5話「小さな亡命者」（1980年、NTV / 東映） - 米倉の部下
- ザ・ハングマンシリーズ（ABC / 松竹芸能）
  - ザ・ハングマン 燃える事件簿 第1話「七つの黒バラ」（1980年） - 大里
  - ザ・ハングマン4 第12話「タイガーキャブの本拠が襲われる!」（1984年） - 高原組組員
  - ザ・ハングマンV 第6話「愛妻家ボクサーが保険金にKOされる!」（1986年） - 高沢ジムのトレーナー
  - ザ・ハングマン6 第3話「胃袋パンクまで水を飲ませろ!」（1987年） - 銀竜会構成員
- 走れ!熱血刑事 第11話「転落のヒーロー」（1981年、ANB）
- 旅がらす事件帖 第19話「道中奉行を殺せ!」（1981年、KTV / 国際放映） - 佐々木新十郎
- 特捜最前線 第205話「雪国から来た逃亡者!」（1981年、ANB / 東映）
- 必殺シリーズ（ABC / 松竹）
  - 新・必殺仕事人」（ABC）
    - 第11話「主水ふてくされる」（1981年） - 小沢六郎太
    - 第52話 「主水 つゆ支度する」」（1981年） - 源五郎

  - 必殺仕事人III 第24話「三味線二重奏したのは勇次」（1983年） - 田坂金吾
  - 必殺仕事人V 第14話「主水、上役の田中と出張する」（1985年） - 小沼
- 闇を斬れ 第26話「田沼意次没落の日」（1981年、KTV / 松竹）
- 西部警察 PART-III（1984年、ANB / 石原プロ）
  - 第39話「激闘!! 炎の瀬戸内海 -岡山・高松篇-」 - 阿久根
  - 第55話「80通の脅迫状」- 立花隆三
  - 第65話「鮮血の絆」 - 大貫文造
- ニュードキュメンタリードラマ昭和 松本清張事件にせまる 第3話「焼跡のクリスマス 戦後を駆けぬけた男」（1984年4月26日、ANB / 松竹）
- 流れ星佐吉 第21話「娘に睨まれさあ大変!」（1984年8月21日、KTV / 松竹）
- 棄てられた女 前後編（1985年）
- 誇りの報酬 第40話「幸福へのパスポート」（1986年、NTV） - 戸川組幹部員
- ゴリラ・警視庁捜査第8班 第10話「博多大追撃」（1989年、ANB） - 唐沢卓次
- 木曜劇場 / 輝く季節の中で（1995年、CX）

### CM
- 日産自動車
- 東洋紡